# Parc national de Kauhaneva-Pohjankangas
Le parc national de Kauhaneva-Pohjankangas est un parc national de l'ouest de la Finlande. Il est partagé entre les municipalités de Kauhajoki et de Karvia, dans les régions d'Ostrobotnie du Sud et du Satakunta.
Le parc, d'une superficie de 57 km2, est géré par le Metsähallitus. Avec 4 000 visiteurs en 2012, c'est l'un des deux parcs à la plus faible fréquentation du pays, principalement en raison de son accès difficile et du peu d'aménagements réalisés.
Le parc est également protégé en tant que site Ramsar pour l'importance de ses zones humides depuis 2004. Il fait aussi partie du réseau Natura 2000, qui rassemble les sites naturels ou semi-naturels de l'Union européenne ayant une grande valeur patrimoniale et fait aussi partie du réseau Géoparc, soutenu par l’UNESCO.

## Géographie

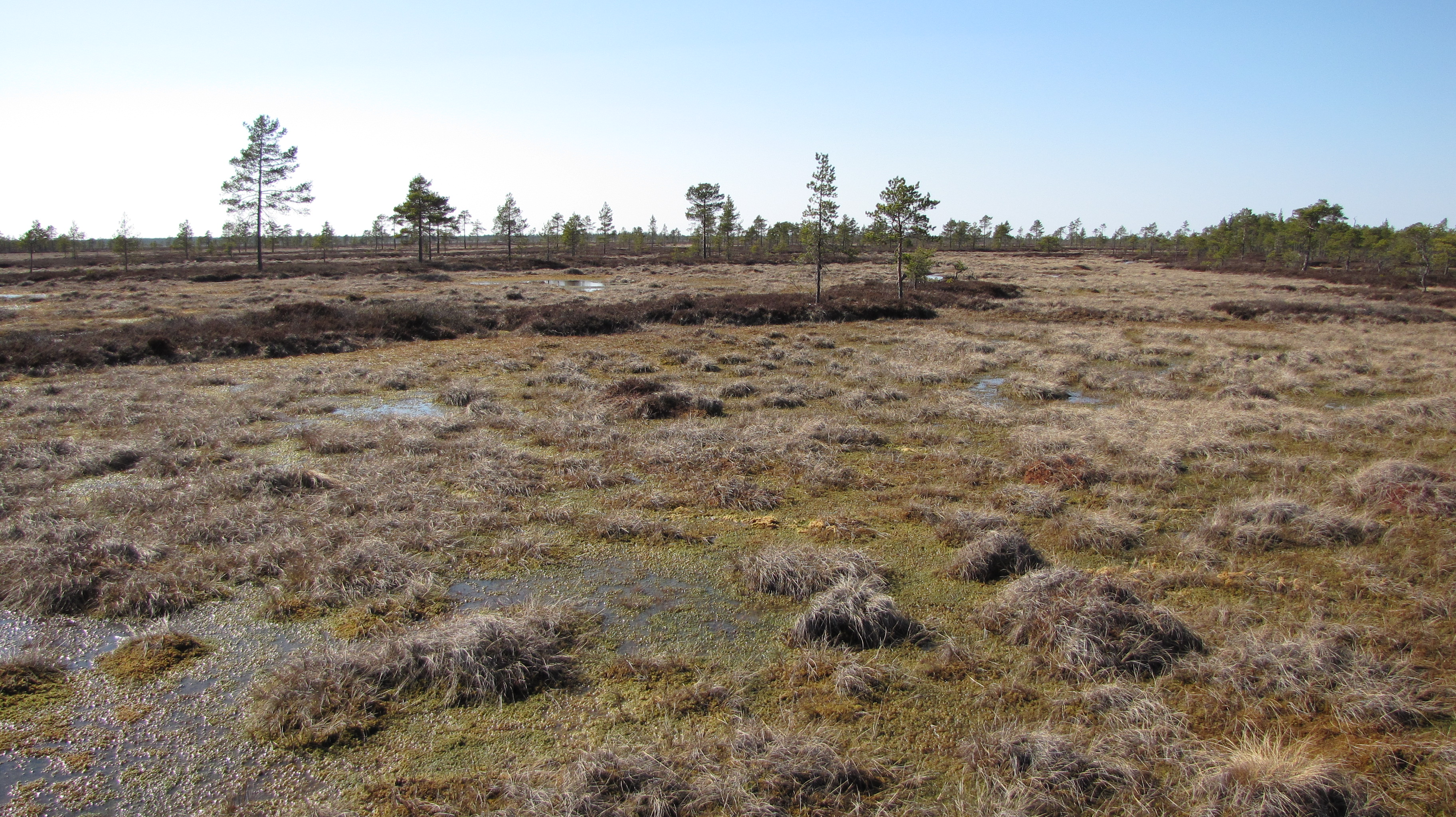
Kauhaneva au printemps.

Situé dans la partie sud-ouest de la zone de moraines du Suomenselkä, le parc est composé principalement de forêts sèches de pins sylvestres poussant sur un sol sableux, entrecoupées de marécages, le plus important étant celui de Kauhaneva. Ces marais constituent d'importants sites de nidification pour plusieurs espèces d'oiseaux comme les grues cendrées ou les cygnes chanteurs.

## Visiteurs

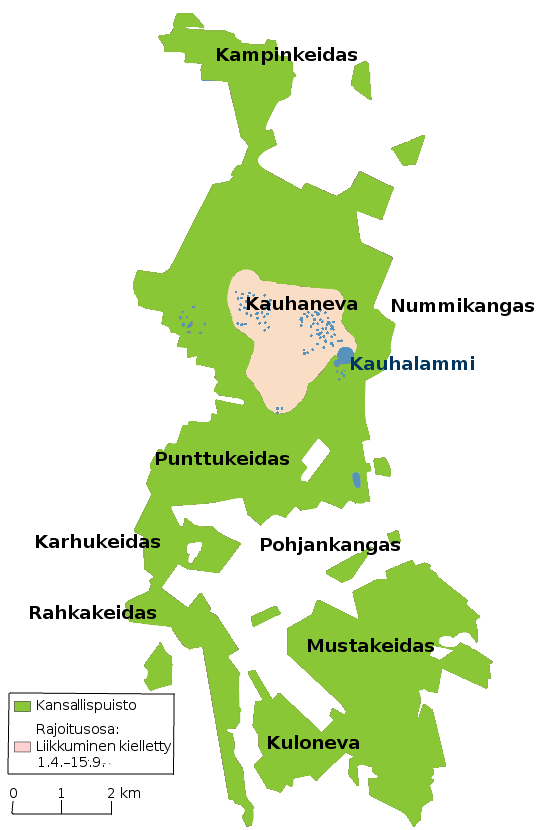
Carte du parc naturel (en vert), zone interdite du 1 avril au 15 septembre (en rose)

En 2010, le parc national de Kauhanevan–Pohjankankaan est le parc le moins visité de Finlande.
| Année     | Visiteurs |
| --------- | --------- |
| 1993–1995 | 18 000    |
| 1996–1999 | 12 000    |
| 2000      | 6 000     |
| 2001      | 6 000     |
| 2002      | 6 000     |
| 2003      | 6 000     |
| 2004      | 6 000     |
| 2005      | 6 000     |
| 2006      | 6 000     |
| 2007      | 6 000     |
| 2008      | 3 500     |
| 2009      | 4 500     |
| 2010      | 5 500     |
| 2012      | 5 500     |

## Galerie

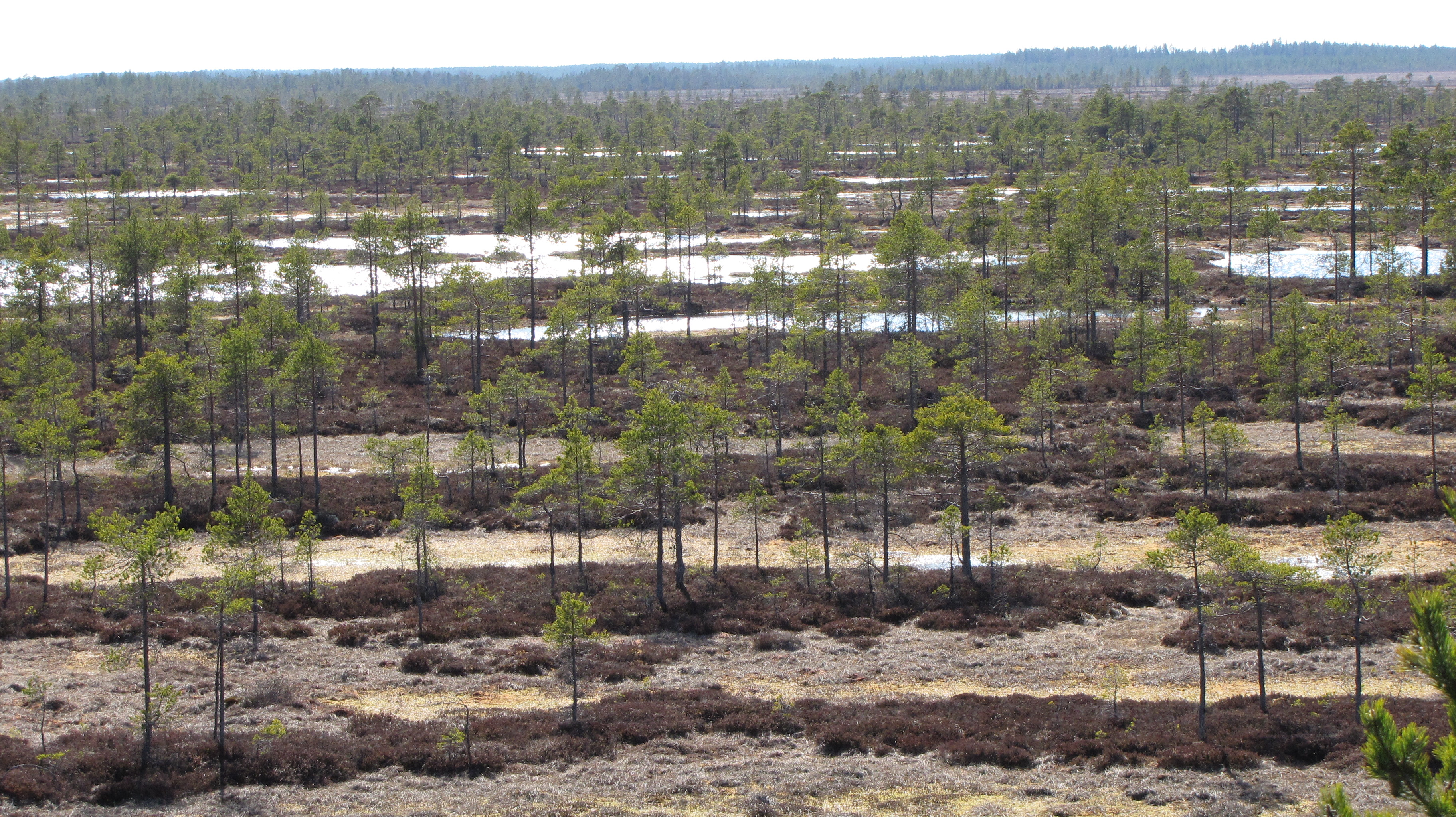
Le parc vu de la tour d’observation au printemps.
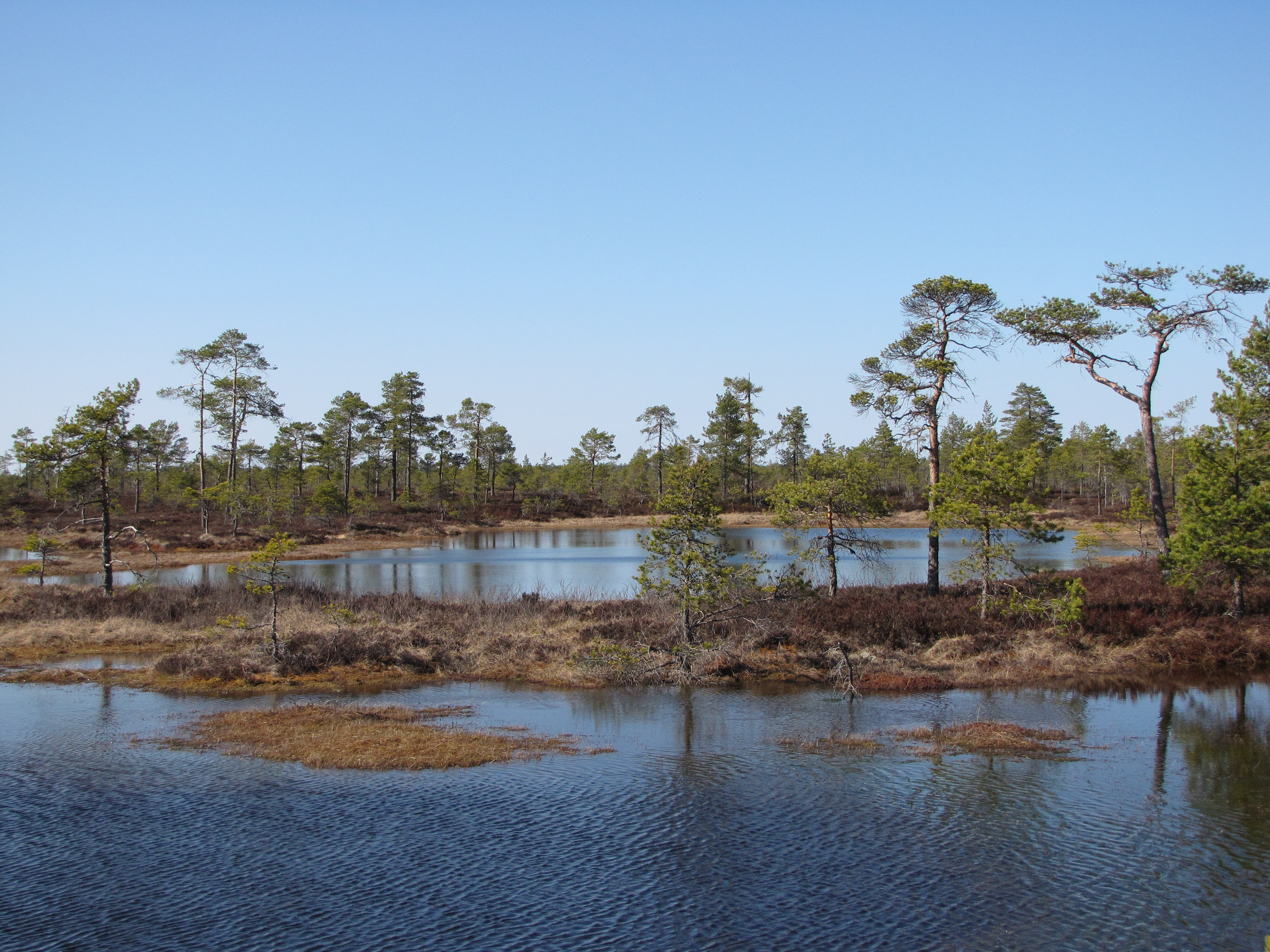
Étangs au printemps.
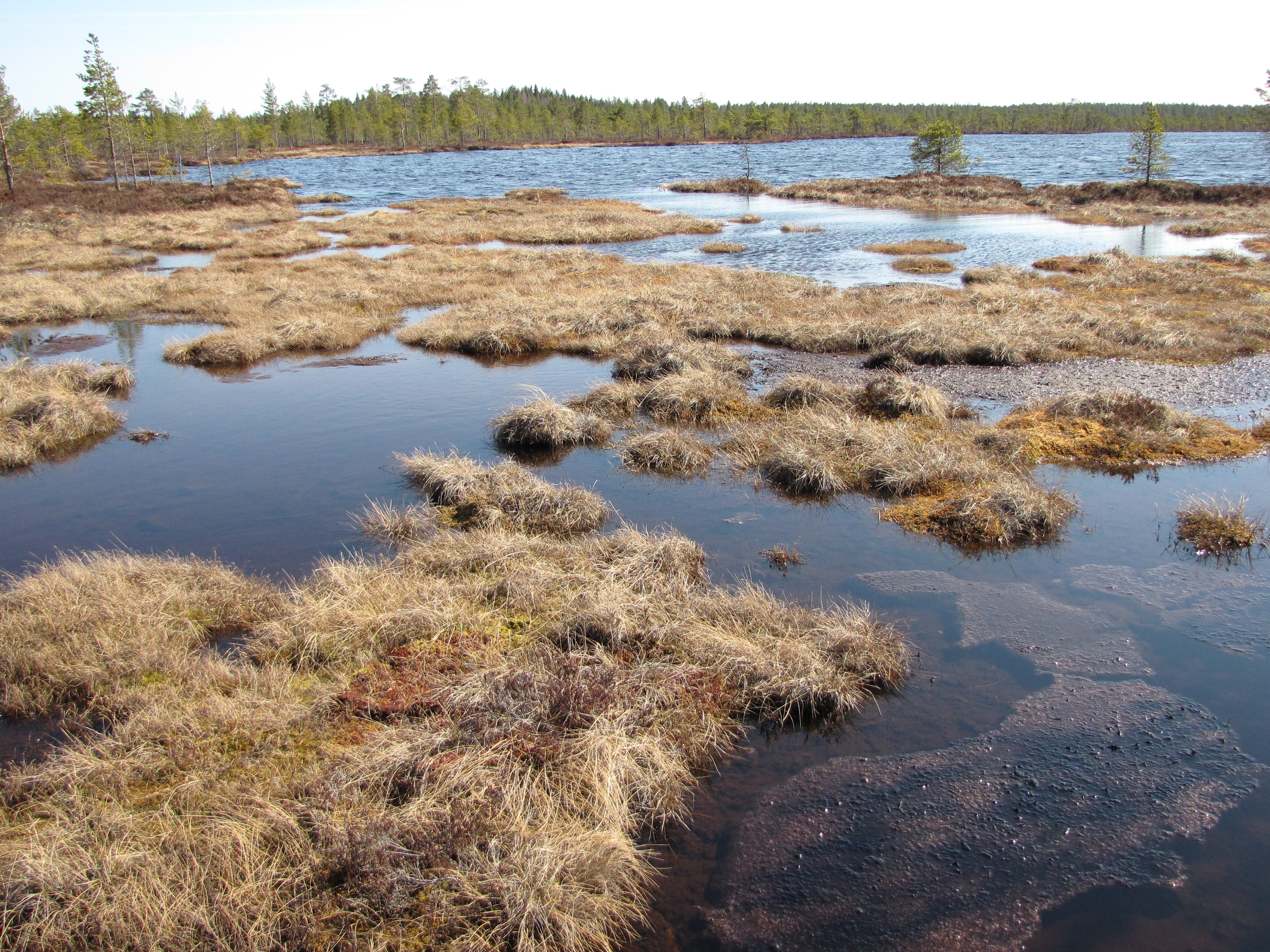
Marécages au nord du Kauhalampi.
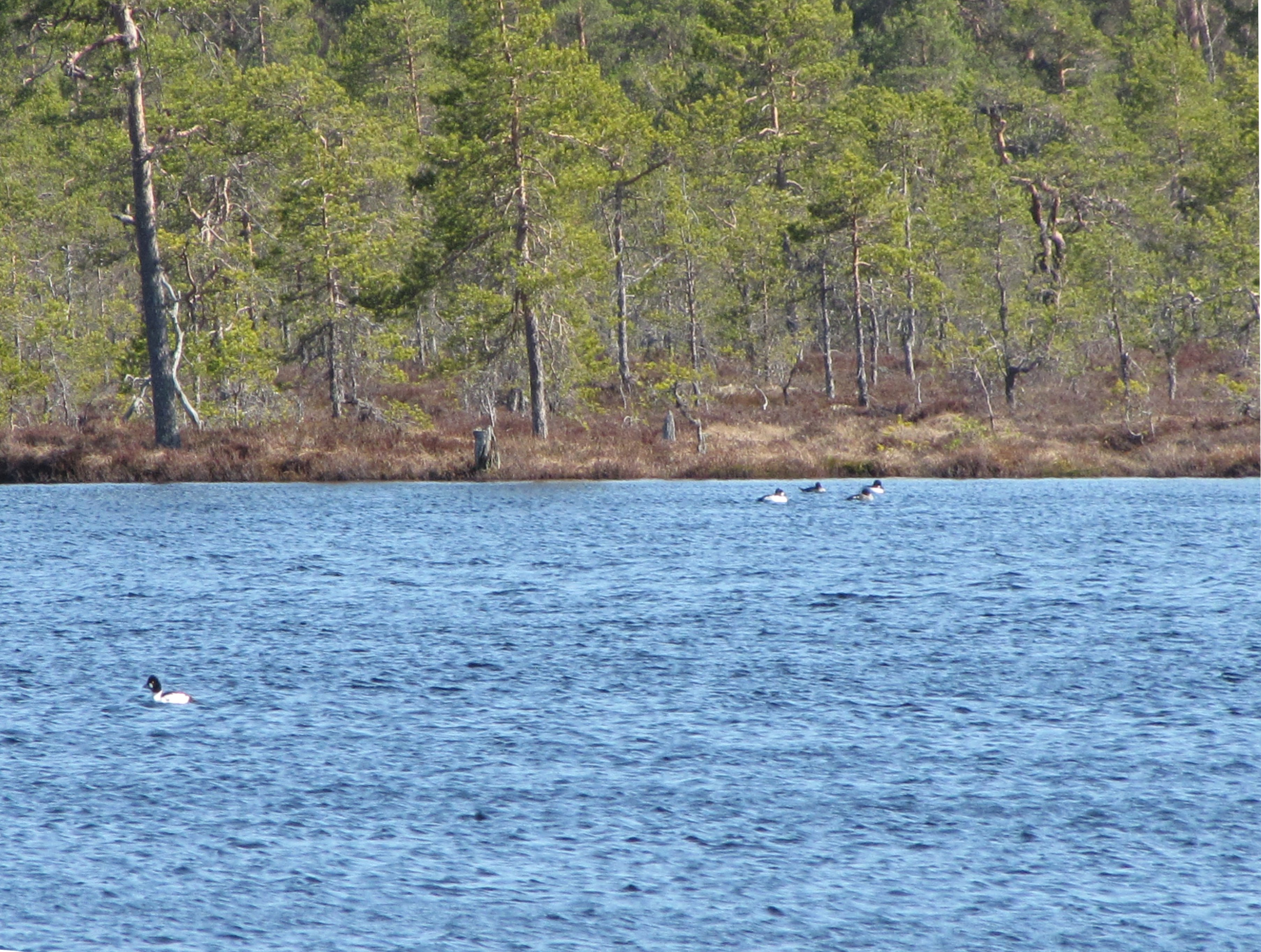
Garrots à œil d'or sur l'étang Kauhalampi en mai.